# Котяча акула бразильська
Котяча акула бразильська (Scyliorhinus haeckelii) — акула з роду Котяча акула родини Котячі акули. Інші назви «веснянкувата котяча акула», «крапчаста котяча акула», «акула-рябокінь», «Лія», «Гата».

## Опис
Загальна довжина досягає 60 см, зазвичай не перевищує 40 см. Зовнішністю схожа на уругвайську котяча акулу. Голова велика, широка, дещо сплощена зверху. очі подовжені, горизонтальної форми, з мигальною перетинкою. За очима розташовані маленькі бризкальця. Носові клапани відносно короткі. Губні борозни розташовані на нижній губі. Рот широкий. Зуби дрібні, розташовані у декілька рядків. Тулуб кремезний. Луска дрібна і пласка, в результаті шкіра здається гладенькою на дотик. Грудні плавці великі, округлі, трикутної форми. Має 2 невеликих спинних плавцях, з яких передній значно більше за задній. Передній спинний плавець розташовано позаду черевних плавців. Черевні плавці низькі, з широкою основою. Задній спинний плавець починається навпроти середини анального плавця. Анальний плавець має широку основу, низький. Хвостовий плавець невеликий, гетероцеркальний.
Забарвлення світло-коричневе. На спині, боках і плавцях розташовано 7-8 слабкоконтрастних сідлоподібних плям та довільно розкидані темні цяточки на кшталт веснянок. Черево білувате, без плям. У різновиду з північної частині ареалу присутні бліді світлі плями, після загибелі акули, вони щезають.

## Спосіб життя
Тримається на глибинах від 37 до 402 м, зазвичай нижче 250 м, на нижній схилах. Воліє до рифів. Полює біля дна, є бентофагом. Живиться креветками, кальмарами, дрібною рибою, морськими черв'яками, личинками водяних тварин.
Це яйцекладна акула. Самиця відкладає 2 яйця завдовжки 6-7 см та завширшки 2-3 см. Інкубаційний період триває 2-3 місяці. Народжені акуленята становлять 10-13 см.
М'ясо їстівне, проте не є об'єктом промислового вилову. Ловлять переважно місцеві рибалки. Представляє цінність для акваріумів.

## Розповсюдження
Мешкає в Атлантичному океані: біля узбережжя Венесуели, Суринаму, Бразилії та Уругваю.